# If You Can't Stand the Heat
If You Can't Stand The Heat är Status Quos elfte studioalbum, utgivet 1978. Albumet är gruppens andra med producenten Pip Williams. I ett försök att göra musiken kommersiellt gångbar i USA arbetade sig gruppen bort från sitt tidigare "wall of sound" mot en mer polerad poporienterad musik. Detta innebar bland annat att flera av låtarna innehåller både blås och kör.
Andrew Bown krediteras för första gången som låtskrivare och  Bernie Frost etablerade sig som huvudsaklig låtskrivarpartner till Francis Rossi.

## Låtlista
1. Again And Again (Parfitt/Lynton/Bown) 3:39
  - Sång: Rick Parfitt
2. I'm Giving Up My Worryin' (Rossi/Frost) 3:01
  - Sång: Francis Rossi
3. Gonna Teach You To Love Me (Lancaster/Green) 3:09
  - Sång: Alan Lancaster
4. Someone Show Me Home (Rossi/Frost) 3:51
  - Sång: Francis Rossi
5. Long Legged Linda (Bown) 3:35
  - Sång: Rick Parfitt
6. Oh' What A Night (Parfitt/Bown) 4:34
  - Sång: Rick Parfitt
7. Accident Prone (Williams/Hutchins) 5:04
  - Sång: Francis Rossi
8. Stones (Lancaster) 4:55
  - Sång: Alan Lancaster
9. Let Me Fly (Rossi/Frost) 4:22
  - Sång: Francis Rossi
10. Like A Good Girl (Rossi/Young) 3:28
  - Sång: Francis Rossi

## Medverkande
- Francis Rossi - gitarr, sång, elektrisk sitar
- Rick Parfitt - gitarr, sång
- Alan Lancaster - bas, sång
- John Coghlan - trummor
- Andrew Bown - piano, bakgrundssång

### Övriga musiker
- Jacquie O'Sullivan - bakgrundssång
- Stevie Lange - bakgrundssång
- Joy Yates - bakgrundssång
- The David Katz Horns - blås